# 于德斯多夫
于德斯多夫是德国莱茵兰-普法尔茨州的一个市镇。总面积17.47平方公里，总人口1109人，其中男性538人，女性571人（2011年12月31日），人口密度63人/平方公里。